# Унітаз
Уніта́з (англ. The Unitas від лат. unitas — «єдиний, блок») — санітарно-технічний пристрій, який встановлюється в туалетах і оснащений системою автоматичного або напівавтоматичного змиву. Зазвичай виготовляється з сантехнічної кераміки. Конструкція, подібна сучасному унітазу, вперше винайдена в Китаї приблизно в I ст. до н. е. У Європі подібний пристрій вперше з'явився в Англії у вікторіанську епоху.

## Етимологія
Слово «Унітаз» походить від назви моделі ватерклозету «The Unitas» (єдність, поєднання) британської фірми Томаса Твіфорда (Thomas William Twyford, 1849—1921). Твіфорд одним з перших запатентував (1883) конструкцію, що поєднувала в собі керамічну фаянсову раковину та зливний клапан. Його фірма започаткувала серійний випуск керамічних ватерклозетів, одним з основних замовників-клієнтів фірми був англійський королівський двір. Потім вироби фірми потрапили в Російську імперію, де назва закріпилася.

## Сучасні унітази
- Існують у підвісному (настінному) або підлоговому виконанні.
- Підлогові унітази діляться на унітази з бачком (унітази-компакти), унітази, що стоять окремо, унітази з повним примиканням до стіни (приставні), чаші Генуя (або турецькі унітази).
- Виготовляються з порцеляни, яка на відміну від фаянсу практично не вбирає вологу, а значить є більш гігієнічною.
- Зливають 6 л води (ДСТУ Б В.2.7-55-96). Існують варіанти з подвійним зливом (3 і 6 л), а також з переривним зливом. Існують механічні (кнопкові) та електронні (безконтактні) зливні системи.
- Висота установки унітазу становить 400 мм (ДСТУ Б В.2.5-12-98).
- Виготовляються з горизонтальним, вертикальним, похилим або сифонним (американський тип) зливом.
- Виготовляються з нижнім, бічним або заднім підведенням води до бачка.
- Мають певні вимоги щодо якості змиву (ГОСТ 13449-82). Зокрема визначається ефективність змиву паперу, муляжів фекалій, а також ступінь ополіскування внутрішньої поверхні чаші.
- За тим же стандартом, унітаз повинен витримувати 200 кг статичного навантаження. Однак сучасні виробники унітазів заявляють, що їхні вироби витримують до 400 кг навантаження (у тому числі і для підвісних унітазів). Деякі говорять і про чотириразовий запас (до 800 кг).
- Підвісні унітази припускають наявність у стіні прихованого бачка або системи зливу без бачка. В останньому випадку змив здійснюється безпосередньо водою з водопроводу, без накопичення в бачку.
- Пропонуються з додатковими властивостями глазурі: антибактеріальні (з додаванням срібла) і антибрудові (водовідштовхувальна глазур).
- Найбільш технологічно просунуті унітази вміють: видаляти запах, робити автоматичний змив, підігрівати сидіння, обполіскувати (як у біде), сушити феном і навіть програвати запис звуку води, що змивається (для особливо сором'язливих користувачів, які не бажають розповсюдження звуків при метеоризмі і в той же час прагнуть економити воду).

## Догляд за унітазом

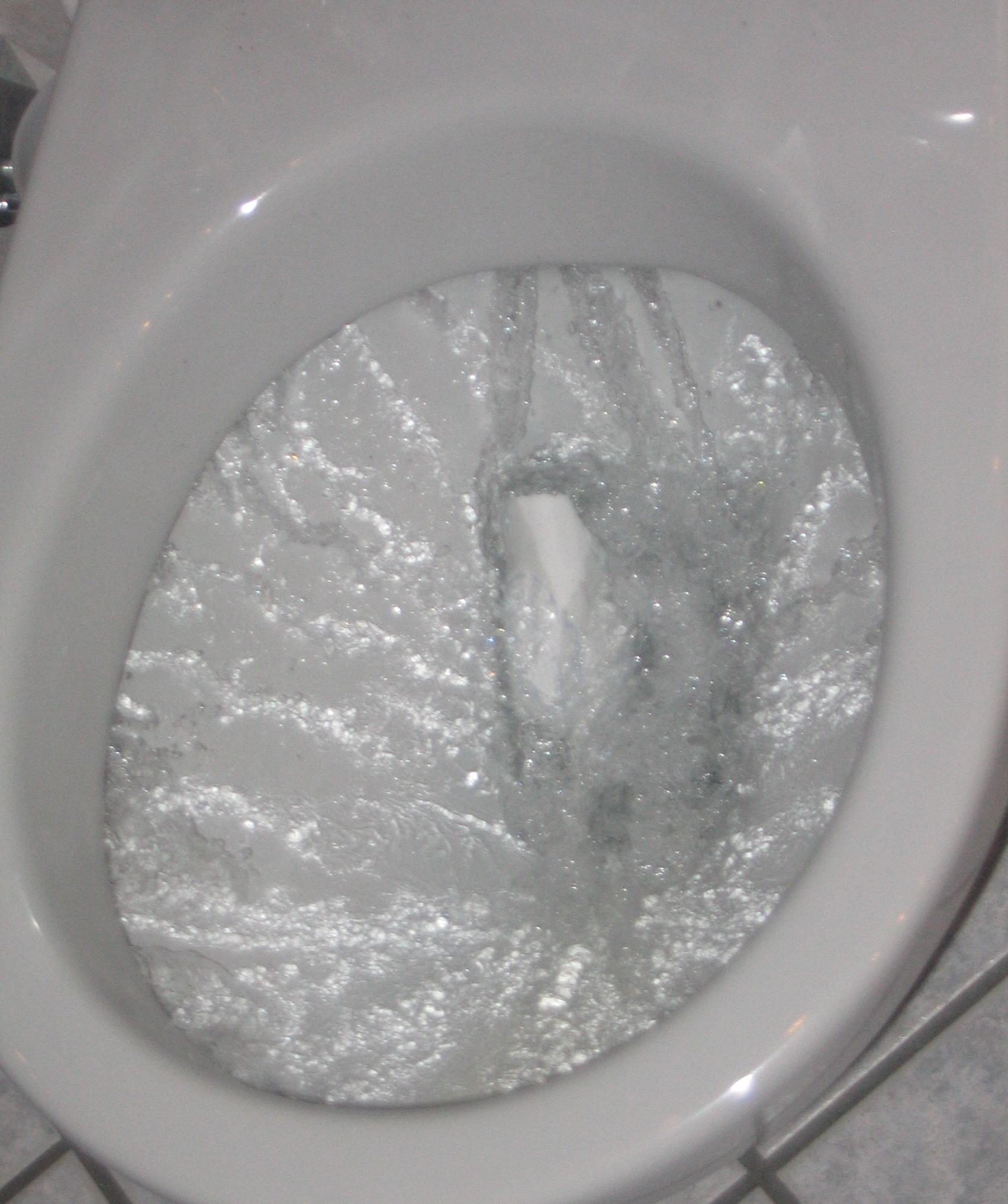
Чаша унітаза під час змивання

Щоб не було запаху, прибирати унітази слід не рідше, ніж раз на тиждень. Дехто миє щодня або через день. Для миття використовують спеціальні мийні засоби.